# Pavona
A Pavona a virágállatok (Anthozoa) osztályának a kőkorallok (Scleractinia) rendjébe, ezen belül az Agariciidae családjába tartozó nem.

## Tudnivalók
A Pavona-fajok hatalmas és nyúlványos, levélszerű telepeket alkotnak. A nyúlványok mindkét oldalán élnek polipok. A polipok között alig vannak elválasztófalak. A P. explanulata kivételével az összes többi, főleg éjszaka tevékeny. Azokon a szirteken ahol megjelennek, a Pavona nembéliek válnak domináns fajokká.

## Rendszerezés
A nembe az alábbi 21 faj tartozik:
- Pavona bipartita Nemenzo, 1980
- Pavona cactus (Forskål, 1775) - típusfaj
- Pavona chiriquiensis Glynn, Mate & Stemann, 2001
- Pavona clavus (Dana, 1846)
- Pavona clivosa Verrill - az idetartozása kérdéses vagy talán szinonima
- Pavona danai Milne Edwards, 1860
- Pavona decussata (Dana, 1846)
- Pavona diffluens (Lamarck, 1816)
- Pavona dilatata Nemenzo & Montecillo, 1985
- Pavona diminuta Veron, 1990
- Pavona divaricata Lamarck, 1816
- Pavona duerdeni Scheer & Pillai, 1974
- Pavona explanulata (Lamarck, 1816)
- Pavona frondifera (Lamarck, 1816)
- Pavona gigantea Verrill, 1869
- Pavona maldivensis (Gardiner, 1905)
- Pavona minor Brüggemann - az idetartozása kérdéses vagy talán szinonima
- Pavona minuta Wells, 1954
- Pavona varians Verrill, 1864
- Pavona venosa (Ehrenberg, 1834)
- Pavona xarifae Scheer & Pillai, 1974

Az alábbi taxon, csak nomen nudum, azaz „csupasz név” szinten szerepel:
- Pavona distincta Latypov, 2011

## Képek

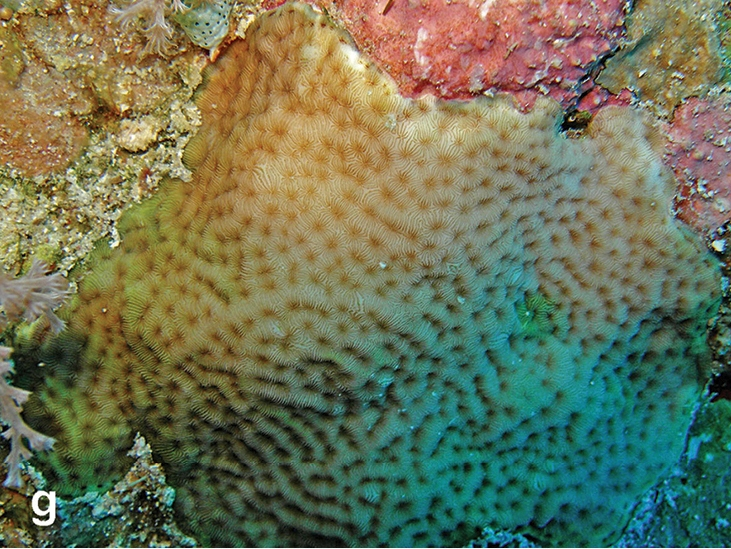
Pavona bipartita
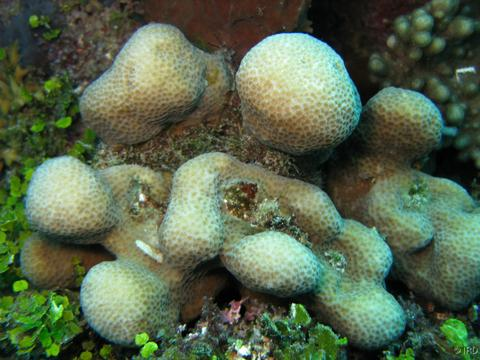
Pavona clavus
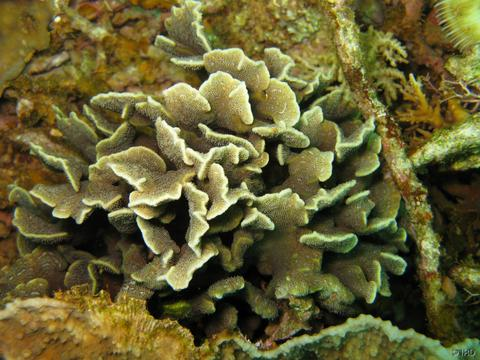
Pavona decussata
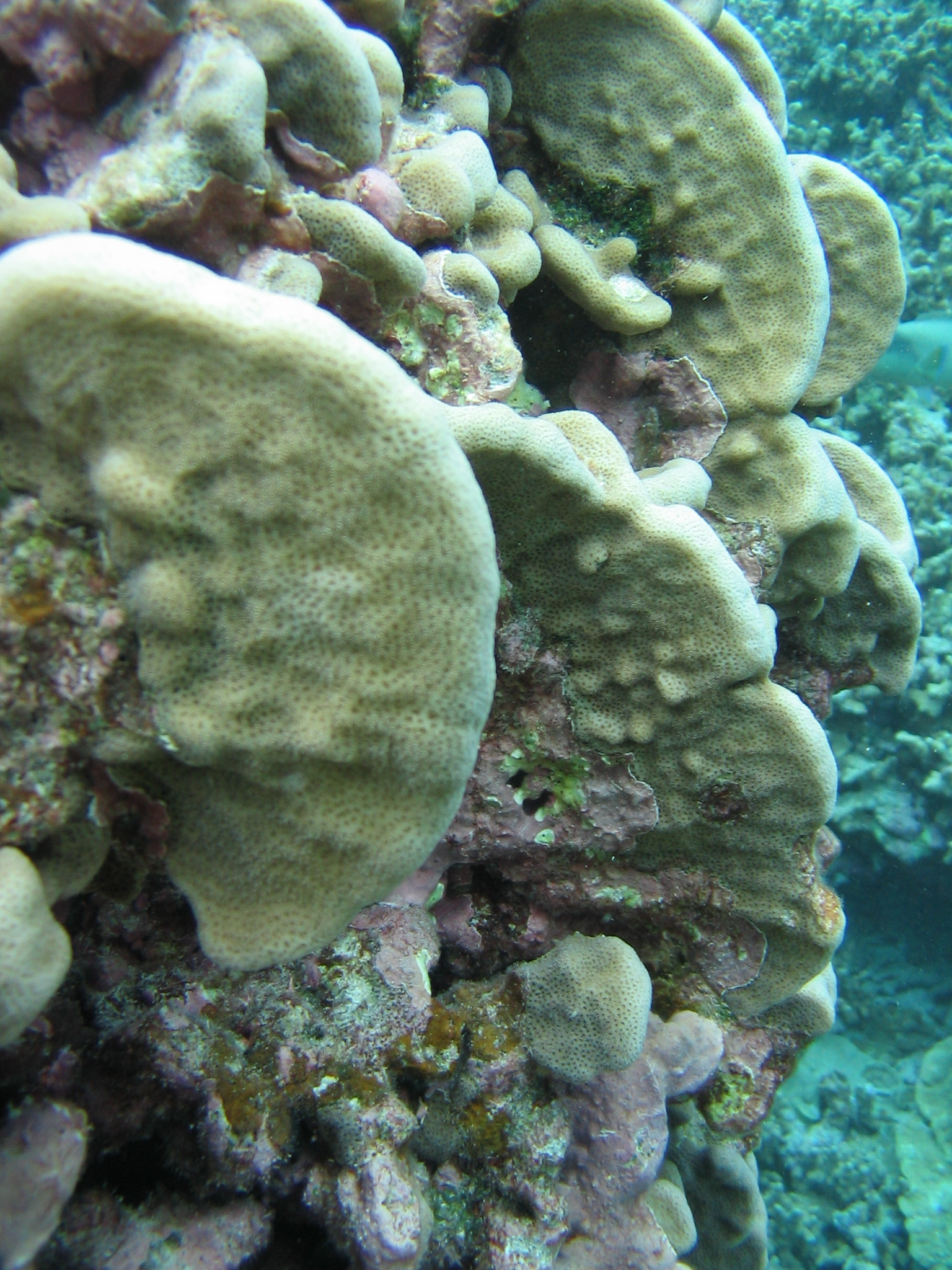
Pavona duerdeni
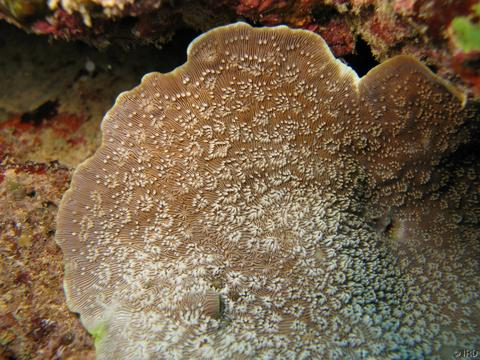
Pavona explanulata
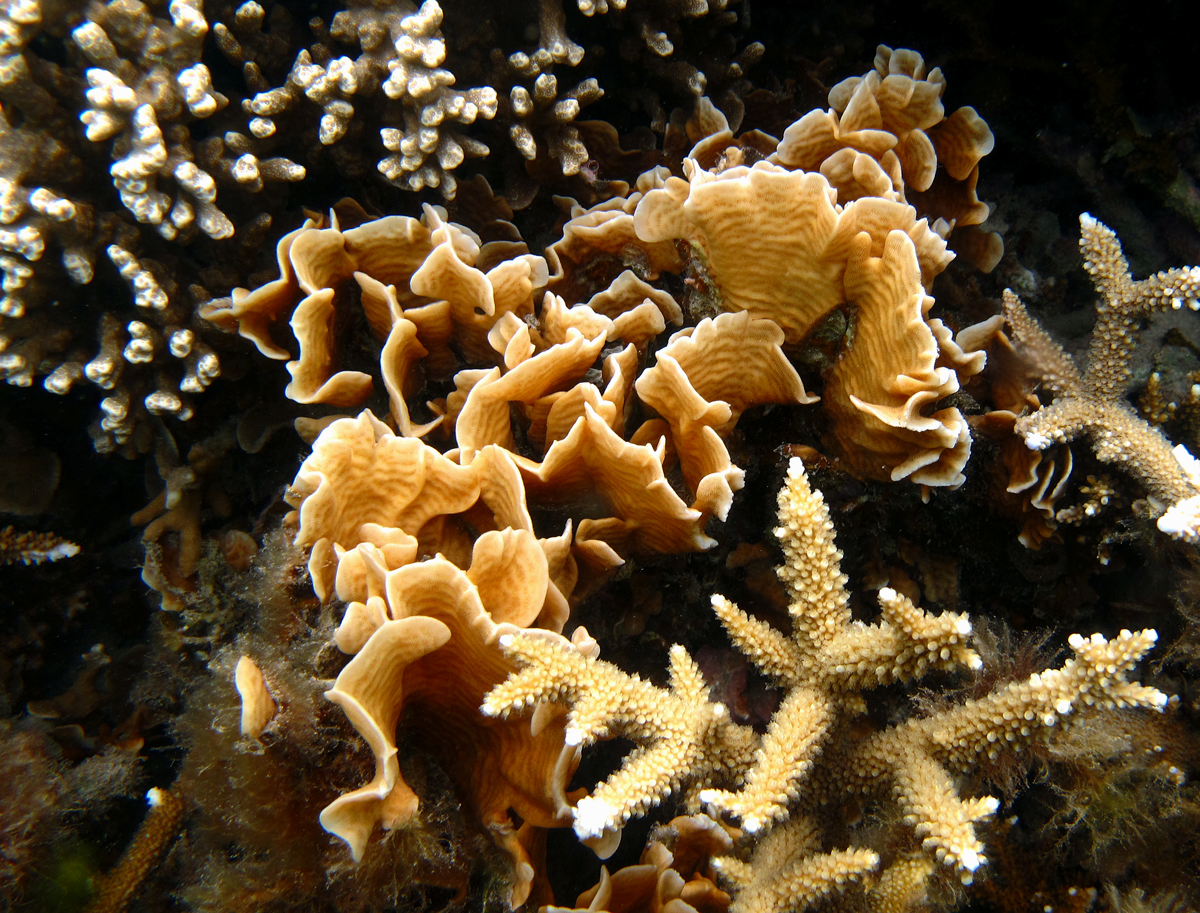
Pavona frondifera
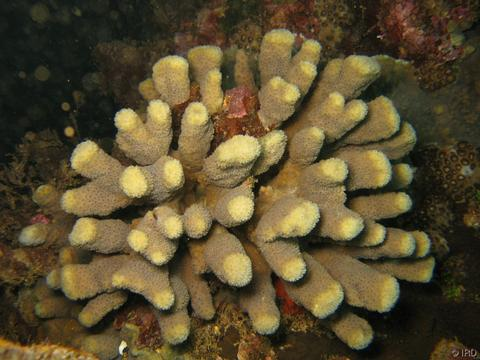
Pavona maldivensis
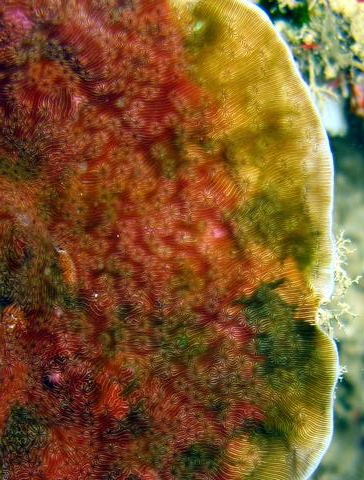
Pavona minuta
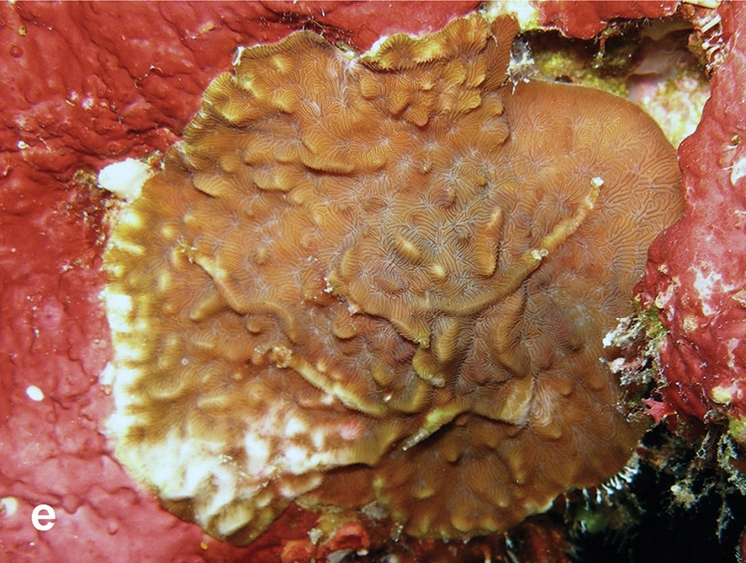
Pavona varians
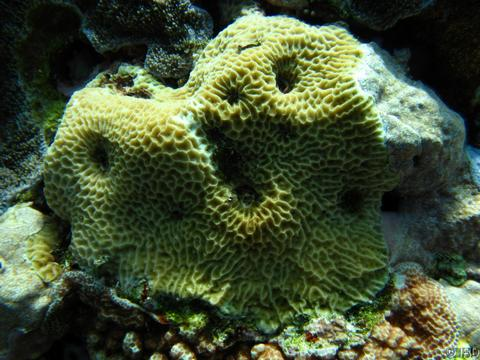
Pavona venosa
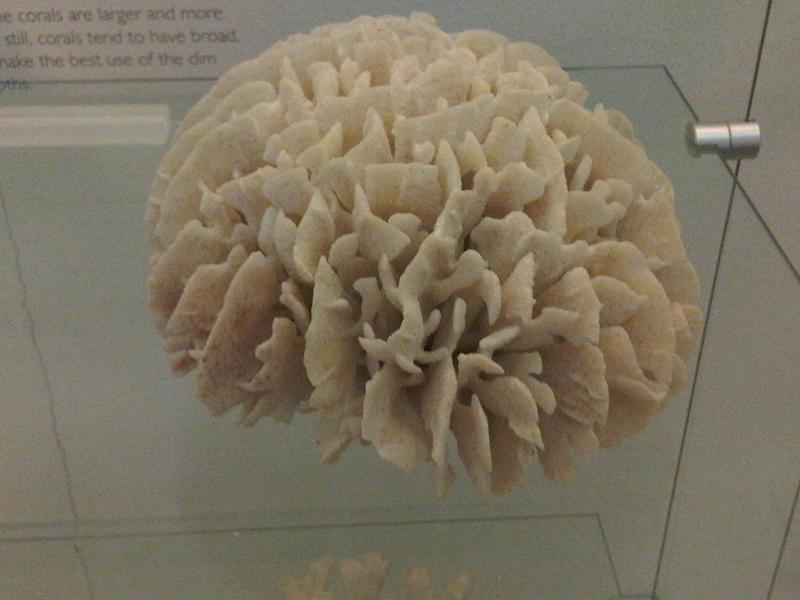
Pavona-faj a londoni Természettudományi Múzeumban